# Johann Petz
Johann Petz (* 16. Mai 1818 in Lermoos; † 7. März 1880 in München) war ein in München wirkender österreichischer Bildhauer.

## Leben
Johann Petz war der Sohn eines Grenzaufsehers. Nach einer Bildschnitzerlehre bei Augustin Scharmer in Wildermieming begab er sich nach München, wo er Schüler des Bildhauers Konrad Eberhard wurde und unter den künstlerischen Einfluss der Bildhauer Joseph Otto Entres sowie Joseph Knabl geriet. Am 13. Oktober 1837 immatrikulierte er sich an der Königlichen Kunstakademie für das Fach Bildhauerei. Nach einer weiteren Tätigkeit im Atelier von Konrad Eberhard machte er sich in München mit einer Bildhauerwerkstatt selbstständig.
Johann Petz, der Mitglied des Münchner Vereins für Christliche Kunst war, wirkte überwiegend für kirchliche Auftraggeber in Altbayern und Bayerisch Schwaben sowie im österreichischen Mühlviertel. Daneben schuf er mehrere Grabdenkmäler, u. a. für die Familie Görres sowie den Münchner Theologen Heinrich Klee. Seine Werke, die er der Zeit entsprechend im Stil des Historismus schuf, sind teilweise nicht mehr erhalten.

## Werke (Auswahl)

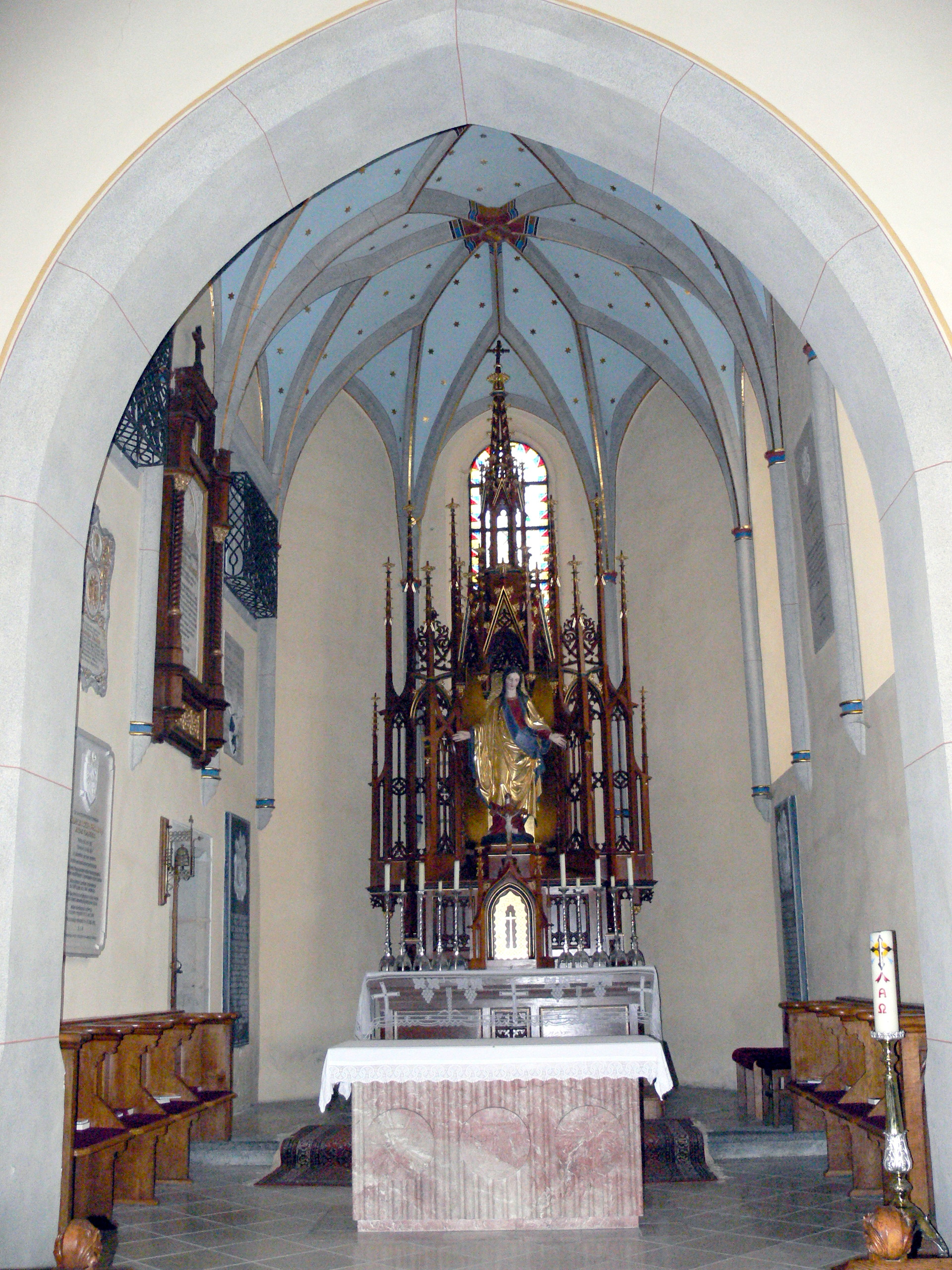
Maria-Anger-Kirche in Schlägl

- Pfarrkirche St. Jakob in Cham: drei Altäre, Kanzel und Kreuzweg (1848–1852)
- Arnschwang: Inneneinrichtung der Kirche (1854–1856)
- Pfarrkirche Mariä Himmelfahrt in Vilsbiburg: Hochaltar, Kreuzaltar, vier Seitenaltäre, Kanzel und Kreuzweg (1855–1866)
- Stift Schlägl in Oberösterreich: Hochaltar für die seit den Josephinischen Reformen geschlossene und 1857 wieder eröffnete Maria-Anger-Kirche[2]
- Kirche in Taufkirchen vorm Wald: drei neugotische Altäre (1857)
- Klosterkirche Seeon: Inneneinrichtung der Klosterkirche
- Münchner Frauenkirche (München): Relief eines Abendmahls (1859)
- Kraiberg bei Reicholzried: Statue der Muttergottes für die Marienkapelle (um 1851)[3]
- Stiftskirche Isen: Hochaltar im neoromanischen Stil (1860)
- Kirche in Riedering: Altäre und andere Einrichtungsgegenstände
- St. Oswald (Knottenried): Statue der Maria von La Salette (1877)